# Alexander Lindsay (4e comte de Balcarres)
Alexander Lindsay, 4e comte de Balcarres (décédé le 25 juillet 1736) est un pair écossais.

## Biographie
Il est le fils de Colin Lindsay et de Lady Margaret Campbell. Il hérite de son titre à la mort de son père en 1722. Il épouse en 1718 Elizabeth Scott, fille de David Scott de Scotstarvet.
Il rejoint l'armée comme enseigne puis lieutenant dans les grenadiers à cheval. Il passe ensuite, en tant que capitaine, dans le régiment de Lord Orkney et assiste à de nombreuses actions en Flandre, où il est blessé au siège de St Venant. Il est en Irlande avec son régiment au moment où son père et son frère prennent part au soulèvement jacobite de 1715, ce qui lui fait perdre toute chance de promotion dans l'armée.
Aux élections générales de 1734, il est élu parmi les seize pairs représentatifs de l’Écosse.
Il est décédé le 25 juillet 1736. Comme il n'a pas d'enfants, son frère James Lindsay, lui succède.